# Gottlob Rosenberg
Gottlob (Gottlieb) Christian Rosenberg var en tapetmålare och bildhuggare verksam under 1700-talets första hälft.
Han var gift med medaljgravören Daniel Fehrmans dotter Anna Sofia och far till bildhuggaren Daniel Johan Rosenberg. Han hade sin verkstad vid Oxtorget i Stockholm och utförde där de mindre delarna av sitt arbete och undervisade sina lärlingar i konsten att bearbeta trä. Han utförde efter ritningar av Carl Fredrik Adelcrantz mittgruppen i altaruppsatsen Nedtagandet från korset 1735-1736 till Katarina kyrka. För Riddarholmskyrkan utförde han 1747 orgelläktardekorer och nummertavlor samt en altaruppsats där bara fragment av två putti finns bevarade. För Sättna kyrka i Medelpad, Ålands kyrka och Faringe kyrka tillverkade han predikstolar. Dessutom tillskrivs han altararbeten i Låssa kyrka, Danderyds kyrka, Frösö kyrka, dopänglar i Bromma och Köpings kyrka. Omkring 1740 övergick han till tapetmåleri som han enligt egen utsago lärt sig i Berlin, orsaken var att bildhuggeriet inte längre gav levebröd på grund av alla franska bildhuggare som inkallades till bygget av Stockholms slott.